# Vivace (téléfilm)
Vivace est un téléfilm français réalisé par Pierre Boutron et diffusé le 15 avril 2011 sur Arte.

## Synopsis
Lassés de la vie parisienne, Alex et Pauline Charpentier, un jeune couple, s'installent à la campagne, près d'Angoulême. Lui est anthropologue et elle est professeur de philosophie.
Peu de temps après leur arrivée, ils font la connaissance de leurs voisins : Henri, artiste-peintre, et Mathilde, son épouse et modèle, puis Gilles Vasseur, un ingénieur forestier à la retraite.
Gilles prodigue alors quelques conseils à Pauline qui est férue de botanique.
Un jour, ce dernier lui offre une mystérieuse plante brésilienne, d'une incroyable rareté, qui croît d'heure en heure.
C'est alors que la vie paisible d'Alex et Pauline va peu à peu basculer dans le cauchemar.

## Fiche technique
- Réalisateur : Pierre Boutron
- Scénariste : Claire Chevrier
- Dates de diffusion : 15 avril 2011 sur Arte, 29 juin 2022 sur Arte.
- Durée : 90 minutes
- Genre : Thriller

## Distribution
- Pierre Arditi : Gilles Vasseur
- Armelle Deutsch : Pauline Charpentier
- Thomas Jouannet : Alex Charpentier
- Claire Nebout : Mathilde
- Didier Bezace : Henri